# Премијер Малте
Премијер Малте (малт. Prim Ministru ta' Malta) је шеф владе, који је највиши званичник Малте. Премијер председава састанцима Владе и бира министре да служе у својим портфељима. Премијер врши функцију захваљујући својој способности да ужива поверење парламента, па стога он седи као члан парламента.
Премијера именује председник, при чему председник верује да је именована особа најспособнија да контролише већину Представничког дома; обично је ова особа вођа политичке странке или коалиције странака које држе највећи број места у Представничком дому.
Премијер је по службеној дужности именован за члана Националног реда за заслуге (KUOM - Kumpanja tal-Unur).

## Оснивање канцеларије и развој догађаја
Функција „шефа министарства“ је створена чим је Колонија Малта добила аутономну владу 1921. године. Устав из 1921. године је два пута суспендован пре него што је опозван. Први пут (1930–33), шеф министарства (у то време, лорд Стрикленд) и његова влада је задржана. Након друге суспензије 1934. године, влада је распуштена.
Устав је укинут 1936. године и позиција није постојала све док је Малта била под директном колонијалном управом. Функција је поново успостављена доделом самоуправе 1947. године, а позиција је преименована у „премијер Малте“. Позиција је поново укинута када је устав из 1947. поново суспендован, између 1958. и 1962. године, али је задржана углавном непромењена у уставу о независности из 1964. и накнадним амандманима из 1974. године који су трансформисали облик владавине у републику.

## Преузимање дужности
Пре него што ступи на дужност, кандидат мора положити заклетву пред председником Малте.
Заклетва гласи: Ја, (име кандидата), свечано се заклињем/потврђујем да ћу верно обављати функцију премијера Малте и да ћу, колико год могу, чувати, штитити и бранити Устав Малте. (Тако ми Бог помогао).

## Уставне функције
Председник Малте, који номинално предводи извршну власт, именује за премијера члана парламента који, по мишљењу председника, најбоље може да контролише већину чланова Представничког дома. Премијер саветује председника о именовању осталих министара.
Премијер је уставно обавезан да председника у потпуности обавештава о општем понашању владе. Кад год је премијер одсутан са Малте, председник може овластити било ког другог члана владе да обавља те функције, а тај члан може обављати те функције привремено. Обично је заменик премијера тај који обавља ову улогу као вршилац дужности премијера.

## Канцеларија премијера Малте (OPM)
Као министар у свом праву, премијер је одговоран за многе владине ресоре. Канцеларија премијера (OPM) се налази у хотелу Обреж де Кастиља у Валети од 1972. године, играјући централну улогу у доношењу одлука, поред тога што је административно седиште владе.
Мисија Канцеларије премијера је да подржи премијера у пружању лидерства и смерница за стабилну и ефикасну владу. Главна одељења Канцеларије премијера укључују Секретаријат кабинета, Канцеларију за управљање и кадрове и Одељење за информисање.

## Званичне резиденције
Вила Франсија, која се налази у селу Лија, је званична резиденција премијера, док је палата Гиргенти, која се налази у Сигијевију, летња резиденција премијера. Оне се претежно користе за јавне церемоније, укључујући пријем значајних личности, и сматрају се симболичним грађевинама.

## Списак премијера
Од 2022. године, Малта је имала четрнаест премијера, од којих су четворица још увек жива.